# Parthenicus ruber
Parthenicus ruber är en insektsart som beskrevs av Van Duzee 1917. Parthenicus ruber ingår i släktet Parthenicus och familjen ängsskinnbaggar. Inga underarter finns listade i Catalogue of Life.